# مارک راوینا
مارک راوینا (انگلیسی: Mark Ravina؛ زادهٔ ۱ ژانویهٔ ۱۹۶۱) مورخ اهل ایالات متحده آمریکا است. دانشمند اوایل مدرن شوگون‌سالاری توکوگاوا و تاریخ ژاپن و مطالعات ژاپنی در دانشگاه تگزاس در آستین است، که از سال ۲۰۱۹ در آنجا تدریس کرده است.